# Tetrapilus
Sous-genre
Classification phylogénétique
Tetrapilus est un sous-genre de plantes à fleurs appartenant au genre Olea et à la famille des Oleaceae. Il comprend des arbres et des arbustes localisés essentiellement en Asie.

## Description botanique
Les caractères spécifiques de ce sous-genre sont les suivants.

### Appareil végétatif
Arbres ou arbustes à feuilles entières ou dentelées, glabres ou pileuses, sans domaties.

### Appareil reproducteur
Les inflorescences sont axillaires, les corolles des fleurs sont remarquables par leur proche uniformité, avec peu ou pas de différenciation spécifique. Le tube de la corolle est bien développé.

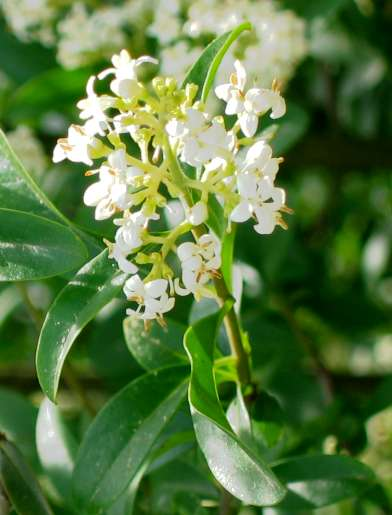
Inflorescence d'Oleacée en panicule.

## Taxonomie
Le botaniste Johnson (op. cit. 1957:407) a proposé de faire de ce sous-genre un genre à part entière, un statut qui serait appuyé par des études de chimie moléculaire récentes. Cependant P.S. Green maintient le taxon en sous-genre.

### Synonymes
- Tetrapilus (Lour.) P.S. Green, Fl. Cochinch. 599, 611. 1790.

## Taxons appartenant à ce sous-genre
Les 24 espèces ci-après ont été rattachées au sous-genre Tetrapilus par P.S. Green (2012) :
- Olea brachiata Merr. : Singapour et Chine (Yunnan).
- Olea borneensis Boert. : Malaisie, Philippines.
- Olea caudatilimba L.C.Chia : Chine (Yunnan).
- Olea cordatula H.L.Li : Vietnam.
- Olea dioica Roxb. : Inde.
- Olea gagnepainii Knobl. : Thaïlande, Laos.
- Olea gamblei C.B.Clarke : Inde (Sikkim).
- Olea guangxiensis : Chine (Guangdong, Guangxi, SE Guizhou).
- Olea hainanensis H.L. Li : Chine (Guangdong, Hainan).
- Olea javanica (Blume) Knobl. : Malaisie, Brunei, Sumatra, Java, Philippines
- Olea laxiflora H.L.Li : Chine (Yunnan).
- Olea moluccensis Kiew : Moluques.
- Olea neriifolia H.L.Li : Chine (Hainan).
- Olea obovata (Merr.) Kiew : Philippines.
- Olea palawanensis Kiew : Philippines.
- Olea parvilimba Merr. & Chun : Chine (Hainan).
- Olea polygama Wight : Inde, Sri Lanka.
- Olea rosea Craib : Chine et Indochine.
- Olea rubrovenia (Elmer) Kiew : Malaisie.
- Olea salicifolia Wall ex G.Don : Chine
- Olea tetragonoclada L.C.Chia : Chine (Guanxi).
- Olea tsoongii (Merr) P.S. Green : Chine (Guangdong, Guangxi, Guizhou, Hainan, Sichuan, Yunnan).
- Olea wightiana Wall. ex. Don : Inde.
- Olea yuennanensis Hand.-Mazz. : Chine (Séchuan).

## Liste d'espèces
Selon Tropicos (20 juin 2013) (Attention liste brute contenant possiblement des synonymes) :
- Tetrapilus axillaris Raf.
- Tetrapilus brachiatus Lour.
- Tetrapilus cordatulus (H.L. Li) L.A.S. Johnson
- Tetrapilus densiflorus (H.L. Li) L.A.S. Johnson
- Tetrapilus dentatus (Wall. ex DC.) L.A.S. Johnson
- Tetrapilus dioicus (Roxb.) L.A.S. Johnson
- Tetrapilus hainanensis (H.L. Li) L. Johnson
- Tetrapilus laxiflorus (H.L. Li) L.A.S. Johnson
- Tetrapilus oblanceolatus (Craib) L.A.S. Johnson
- Tetrapilus penangianus (Ridl.) L.A.S. Johnson
- Tetrapilus polygamus (Wight) L.A.S. Johnson
- Tetrapilus roseus (Craib) L.A.S. Johnson
- Tetrapilus rubrovenius (Elmer) L.A.S. Johnson

## Sources
Pour des articles plus généraux, voir Oleaceae et Olea.
- voir aussi sous-genre Olea,
- voir aussi sous-genre Paniculatae.